# Districtes del Cantó d'Appenzell Inner-Rhoden

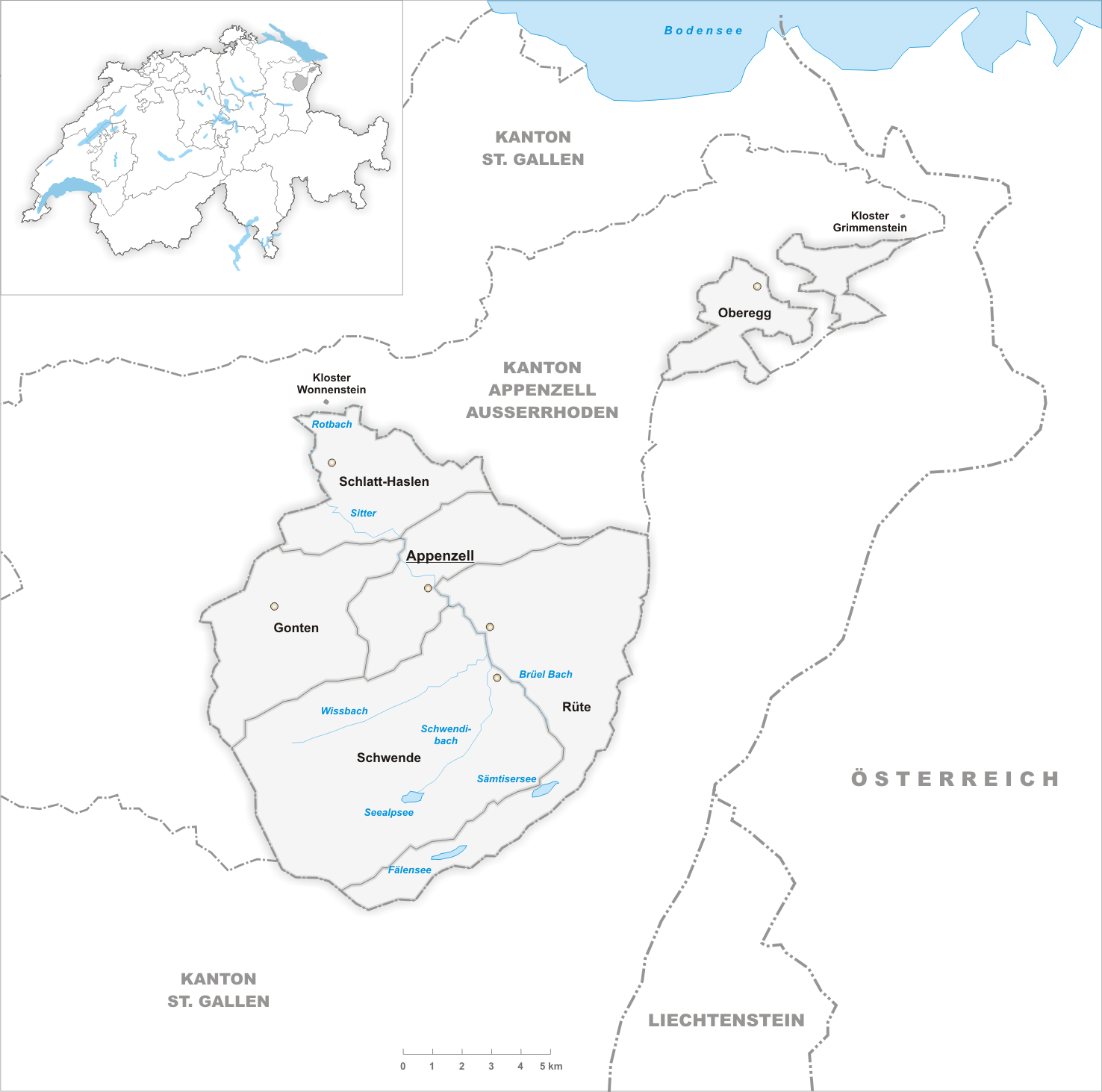
Mapa amb la divisió en districtes del Cantó d'Appenzell Inner-Rhoden

Els Districtes del Cantó d'Appenzell Inner-Rhoden (Suïssa) són l'equivalent als municipis dels altres cantons suïssos. El 2008 hi havia sis districtes:

## Districtes
| Nom            | Núm. OFS | Població (2007) | Superfície (km²) | Denistat (hab./km²) |
| -------------- | -------- | --------------- | ---------------- | ------------------- |
| Appenzell      | 3101     | 5706            | 16.86            | 338.43              |
| Gonten         | 3102     | 1425            | 24.61            | 57.69               |
| Oberegg        | 3111     | 1861            | 14.67            | 126.86              |
| Rüte           | 3103     | 3118            | 40.84            | 76.35               |
| Schlatt-Haslen | 3104     | 1122            | 17.92            | 62.61               |
| Schwende       | 3105     | 2068            | 57.53            | 35.95               |
| Total          |          | 15.300          | 172,52           | 88,69               |

Oberegg no està junt als altres districtes i està format per dos trossos diferents. A més, el cantó administra els convents de Grimmenstein (enclavat al municipi de Walzenhausen,al cantó d'Appenzell Ausser-Rhoden) i el Wonnenstein (al municipi de Teufen).